# Georges Fourest
Pour les articles homonymes, voir Fourest.
Georges Fourest est un écrivain et poète français, né à Limoges le 6 avril 1864 et mort à Paris le 25 janvier 1945.

## Biographie
Georges Fourest suit des études de droit à la faculté de Toulouse, puis de Paris, mais n'exerce pas son métier d'avocat, se déclarant lui-même « avocat… loin la Cour d'appel ». Fréquentant les cercles symbolistes et décadents, il collabore à plusieurs revues dont L'Ermitage. Il se targue de pouvoir « incague[r] la pudeur » et « convomi[r] le bon goût ».
Il est l'auteur de deux recueils de poèmes, nourris entre autres des œuvres de grands auteurs comme Corneille, Racine, Hugo, parodiés de manière burlesque, voire gaillarde. Il se place ainsi dans la lignée de Rabelais et des poètes du début du XVIIe siècle, tels d'Assoucy, Saint-Amant, Guillaume Colletet, mais aussi dans la lignée fantaisiste du début du XXe siècle notamment au travers de son fameux poème La Négresse blonde.
Il contribue également à des publications limousines, comme Limoges Illustré ou La Vie limousine.
Il meurt à Paris, au 24, rue de Milan, le 25 janvier 1945 et est enterré au cimetière du Père-Lachaise (65e division).

## Publications
- La Négresse blonde, Paris, Albert Messein, 1909 (préface de Willy) — dédié à Paul Masson.
  - Plusieurs rééditions, dont : Paris, Crès et Cie, 1911 ; Paris, La Connaissance, 1920 (portrait par Georges Villa) ; Paris, Picart, 1926 ; Paris, Éditions Kra, 1930 ; Paris, José Corti, 1934 et 1948 (124 pages).
- Douze épigrammes plaisantes imitées de P.-V. Martial, chevalier romain, par un humaniste facétieux, Paris, La Connaissance, 1920.
- Contes pour les satyres, Paris, Albert Messein, 1923.
- Le Géranium ovipare, Paris, José Corti, 1935, réédité en 1940 et 1952 (116 pages).

### Quelques rééditions
- La Négresse blonde, Le Géranium ovipare, Contes pour les satyres, Paris, Le Club du meilleur livre, 1957 (les textes sont accompagnés d’un avant-propos de José Corti, de deux photographies et de deux manuscrits en fac-similé).
- La Négresse blonde, Paris, Club français de l’estampe, 1957 (avec 117 lithographies d'Antoine Mouchet).
- La Négresse blonde suivi de Le Géranium ovipare, Le Livre de poche, no 1364, 1964.
- La Négresse blonde suivi de Le Géranium ovipare, Grasset, coll. « Les cahiers rouges », 2009  (ISBN 978-2-246-56872-8).
- Contes pour les satyres, José Corti, 1990  (ISBN 2-7143-0390-0).
- « Le Loup-Garou », annoté et présenté par Yannick Beaubatie, in Le Visage Vert, no 29, novembre 2017, p. 85-99, 197-198.

### Livres posthumes
- Vingt-deux épigrammes plaisantes imitées de M. V. Martial, chevalier romain, édition établie et présentée par Yannick Beaubatie, Tusson, Du Lérot éditeur, 2017[3],[4].
- La Chanson falote, édition établie et présentée par Yannick Beaubatie, Tusson, Du Lérot éditeur, 2017[5].
- En quête de réponses, édition établie et présentée par Yannick Beaubatie, Tusson, Du Lérot éditeur, 2022.
- "L’Homme aux Favoris-couleur-d’Hortensia" (inachevé), édité et annoté par Yannick Beaubatie, in Le Visage Vert, n° 34, mars 2024, p. 141-159.

### Conférences
- « Hamlet de Jules Laforgue », in L’Œil bleu, n° 14-15, mai 2015, p. 72-80 ; publié et présenté par Paul Schneebeli.
- « Sur la hugophobie et les hugophobes », in L'Écho Hugo. Bulletin de la Société des Amis de Victor Hugo, n° 14, 2015, p. 35-39 ; établi et présenté par Yannick Beaubatie.

## Traductions
En espéranto
- Dans l'album PerVerse de Serge Sire, édité en 2015 par SAT-EFK : Sardines à l'huile, Fèdre, Le Cid, Iphigénie, Un homme, Le Nouvel Origène
- Dans la revue La Kancerkliniko (eo) (outre les précédents) : Repas de famille, Salon où l'on cause, ainsi qu'une adaptation en vers des nouvelles en prose extraites des Contes pour Satyres : Le Loup-garrou, La Ceinture enchantée, Alba.

## Adaptations musicales
- Petits Lapons, mis en musique par Jean Berger en 1935.
- La Singesse et Mes Funérailles ont été mis en musique et interprétés par Jean-Marc Boudet[6].
- Histoire lamentable et véridique d'un poète subjectif et inédit, mis en musique et interprété par Claude Antonini sur l'album Les Voleurs d'étoiles (1999).
- Histoire lamentable et véridique d'un poète subjectif et inédit, mis en musique par Fabrice Boulanger. Pour voix, piano, violon et violoncelle.
- Sardines à l'huile, mis en musique et interprété par Bernard Schlegel.
- Sardines à l'huile, mis en musique par Oliver Leist, interprété par Regula Born (2017), groupe pasdici[7].
- Sardine à l’huile, mis en musique par Fabrice Boulanger. Pour voix, piano, violon et violoncelle.
- Les Poissons mélomanes, mis en musique par Oliver Leist, interprété par Regula Born (2017), groupe pasdici.
- Petits Lapons, mis en musique et interprété par Gérard Pierron, dans le CD Good-bye Gagarine (2020).